# Pennellia boliviensis
Pennellia boliviensis là một loài thực vật có hoa trong họ Cải. Loài này được (Muschl.) Al-Shehbaz mô tả khoa học đầu tiên năm 1990.